# Паисий (Коккинакис)
Епи́скоп Паи́сий (греч. Επίσκοπος Παΐσιος, в миру Васи́лис Коккина́кис, греч. Βασίλης Κοκκινάκης; род. август 1981, Стамбул) — архиерей Константинопольской православной церкви, епископ Ксантупольский (с 2022), викарий патриарха Константинопольского.

## Биография
Родился в августе 1981 года в Стамбуле в семье, имеющей корни на острове Гёкчеада.
После окончания Зографского лицея, поступил в Фатихский университет, в котором окончил отделение английской филологии. После этого обучался на богословском факультете Аристотелевского университета в Салониках, где получил степень бакалавра в отделении пастырского и социального богословия. По той же специальности получил степень магистра в Тринити-колледже в Дублине.
23 августа 2004 года в православном храме в посёлке Зейтинли-кёю патриархом Константинопольским Варфоломеем был хиротонисан во диакона. В феврале 2011 года был назначен кодикографом Священного синода Константинопольской православной церкви и занимал эту должность до октября 2017 года, когда был назначен директором специального патриаршего управления.
В апреле 2021 года был назначен Великим архидиаконом.
14 июня 2022 года по представлению патриарха Константинопольского Варфоломея Священным синодом единогласно был избран для рукоположения в сан епископа Ксантупольского, викария Константинопольского патриарха.
3 июля 2022 года в патриаршем соборе Святого Георгия был хиротонисан во епископский сан. Хиротонию совершили: Патриарх Константинопольский Варфоломей, митрополит Принкипонииский Димитрий (Комматас), митрополит Мириофиский и Перистасейский Ириней (Иоаннидис), митрополит Мирликийский Хризостом (Калаидзис), митрополит Имврский и Тенедский Кирилл (Сикис), митрополит Саранта Эклесийский Андрей (Софианопулос) и митрополит Прусский Иоаким (Биллис).
Назначен настоятелем монастыря Живоносного источника в Балыклы, в Стамбуле, сменив на этой должности умершего митрополита Сасимского Геннадия (Лимуриса).